# Томасс, Шанталь
Шанта́ль Тома́сс (фр. Chantal Thomass) (род. 5 сентября 1947) — французский модельер
, специализирующийся на дизайне женского нижнего белья. Нижнее бельё для неё стало не только предметом повседневного использования, но и средством самовыражения. Создала свою первую коллекцию в 1967 году. Первой из модельеров предложила концепцию «верхнего нижнего белья» (фр. Dessus Dessous).
Фирма Chantal Thomass также выпускает женскую парфюмерию.